# Rezerwat przyrody Bukowiec (województwo małopolskie)
Rezerwat przyrody Bukowiec – florystyczny rezerwat przyrody w gminie Czchów, w powiecie brzeskim, w województwie małopolskim, w pobliżu Iwkowej, na grzbiecie góry Bukowiec. Leży na terenie leśnictwa Melsztyn w Nadleśnictwie Brzesko, w granicach Obszaru Chronionego Krajobrazu Wschodniego Pogórza Wiśnickiego.
Zajmuje powierzchnię 5,53 ha (akt powołujący podawał 5,31 ha). Został powołany Zarządzeniem Ministra Leśnictwa i Przemysłu Drzewnego z 25 listopada 1959 roku (M.P. z 1960 r. nr 8, poz. 42). Według aktu powołującego, rezerwat utworzono w celu zachowania ze względów naukowych i dydaktycznych naturalnego fragmentu buczyny karpackiej na Pogórzu Karpackim ze stanowiskiem owocującego bluszczu na krańcu wschodniego zasięgu tego gatunku.